# OK Mediteran Budva
Odbojkaški klub Mediteran Budva (w skrócie: OK Mediteran Budva) – czarnogórski klub siatkarski z Budvy założony we wrześniu 2015 roku. Założycielami klubu byli trener reprezentacji Czarnogóry kadetów oraz wieloletni szkoleniowiec zespołu Budvanska Rivijera Budva – Predrag Ćorluka oraz były reprezentant Czarnogóry – Marko Bagarić.
Głównym celem klubu jest szkolenie dzieci i młodzieży w ramach siatkarskiej szkoły. Stał się on jednym z wiodących klubów szkolących młodzież, zdobywając liczne medale we wszystkich kategoriach młodzieżowych: juniorach, kadetach i młodzikach, zarówno wśród chłopców, jak i dziewcząt.
Kobiecy i męski zespół występowały również w centralnych rozgrywkach seniorskich. W sezonie 2016/2017 kobieca drużyna grała w II lidze w grupie B, w której zajęła ostatnie, 4. miejsce. W kolejnym sezonie w grupie D II ligi była druga na trzy startujące zespoły. W kwietniu 2018 roku wystartowała w turnieju kwalifikacyjnym do I ligi. W półfinale pokonała OK Albatros, natomiast w finale – Jedinstvo Bemax. Tym samym uzyskała prawo gry w najwyższej klasie rozgrywkowej. W I lidze zadebiutowała 13 października 2018 roku w meczu przeciwko OK Gimnazijalac, przegrywając 0:3. Ostatecznie sezon zakończyła na 6. miejscu. W trzech kolejnych sezonach, tj. 2019/2020, 2020/2021 oraz 2021/2022, zmagania w I lidze za każdym razem kończyła na 8. miejscu.
Męski zespół do I ligi zgłosił się w sezonie 2020/2021. Swój pierwszy mecz w najwyższej klasie rozgrywkowej rozegrał 24 października 2020 roku, przegrywając w trzech setach z klubem Budućnost Bemax. Fazę zasadniczą zakończył na 4. miejscu, uzyskując tym samym awans do fazy play-off. W półfinale fazy play-off uległ w dwóch meczach klubowi OK Budva. W rozgrywkach o Puchar Czarnogóry w ćwierćfinale pokonał Sutjeskę, natomiast w półfinale przegrał dwumecz z klubem Budućnost.
W styczniu 2021 roku na zakończenie swojej sportowej kariery do zespołu dołączył były reprezentant Serbii Miloš Nikić – wychowanek klubu Budvanska Rivijera. W drużynie Mediteranu zadebiutował 5 marca w zwycięskim meczu przeciwko klubowi Jedinstvo. Było to jednocześnie jego ostatnie spotkanie w barwach klubu z Budvy.
W sezonie 2021/2022 męski zespół zajął ostatnie, 7. miejsce, wygrywając jedno na dwanaście meczów. W kolejnym sezonie nie został zgłoszony do rozgrywek.
30 października 2018 roku sponsorem tytularnym klubu zostało przedsiębiorstwo Bemax. Umowa przestała obowiązywać pod koniec listopada 2020 roku. W tym czasie klub występował pod nazwą Mediteran Bemax.
Klub mecze domowe rozgrywa w centrum sportowym Rea (sportski centar Rea).

## Bilans sezonów
| Sezon     | Rozgrywki ligowe | Rozgrywki ligowe | Puchar      |
| Sezon     | Poziom           | Miejsce          | Puchar      |
| --------- | ---------------- | ---------------- | ----------- |
| 2020/2021 | I liga           | 4/7              | półfinał    |
| 2021/2022 | I liga           | 7/7              | ćwierćfinał |

| Sezon     | Rozgrywki ligowe  | Rozgrywki ligowe | Puchar      |
| Sezon     | Poziom            | Miejsce          | Puchar      |
| --------- | ----------------- | ---------------- | ----------- |
| 2016/2017 | II liga (grupa B) | 4/4              |             |
| 2017/2018 | II liga (grupa D) | 2/3              | 1/8 finału  |
| 2018/2019 | I liga            | 6/8              | ćwierćfinał |
| 2019/2020 | I liga            | 8/10             | 1/8 finału  |
| 2020/2021 | I liga            | 8/9              | ćwierćfinał |
| 2021/2022 | I liga            | 8/10             | 1/16 finału |